# Gisele Miró
Gisele Miró (ur. 1 listopada 1968 w Kurytybie) – brazylijska tenisistka, olimpijka z Seulu (1988).

## Kariera tenisowa
W grze pojedynczej wygrała 2 turnieje rangi ITF i 1 w grze podwójnej.
Miró reprezentowała swój kraj na igrzyskach olimpijskich w Seulu (1988) w konkurencji gry pojedynczej dochodząc do 2 rundy. Wyeliminowała Kanadyjkę Helen Kelesi, natomiast przegrała z Kateriną Maleewą z Bułgarii.
W rankingu gry pojedynczej Miró najwyżej była na 99. miejscu (25 kwietnia 1988), a w klasyfikacji gry podwójnej na 108. pozycji (21 listopada 1988).

### Wygrane turnieje rangi ITF

#### Gra pojedyncza
|    | Data       | Turniej  | Kat. | ($)    | Naw.   | Finalistka     | Wynik         |
| 1. | 07/04/1986 | Caserta  | ITF  | 10 000 | ziemna | Wiltrud Probst | 6:3, 2:6, 6:3 |
| 2. | 13/08/1990 | Brasília | ITF  | 25 000 | ziemna | Sabrina Giusto | 6:1, 6:0      |